# Cootamundra-Akazie
Die Cootamundra-Akazie oder Baileys Akazie (Acacia baileyana) ist eine aus New South Wales stammende Akazienart. Aufgrund seiner stark duftenden, goldgelben Blütenstände wird er in den gemäßigten bis warmen Klimazonen gerne als Zierpflanze angepflanzt.
Sie ist heute auch in vielen anderen australischen Staaten zu finden. Sie gehört zur Unterfamilie der Mimosengewächse (Mimosoideae) innerhalb der Familie der Hülsenfrüchtler (Fabaceae). Die Art ist zu Ehren des Botanikers Frederick Manson Bailey (1827–1915) benannt.

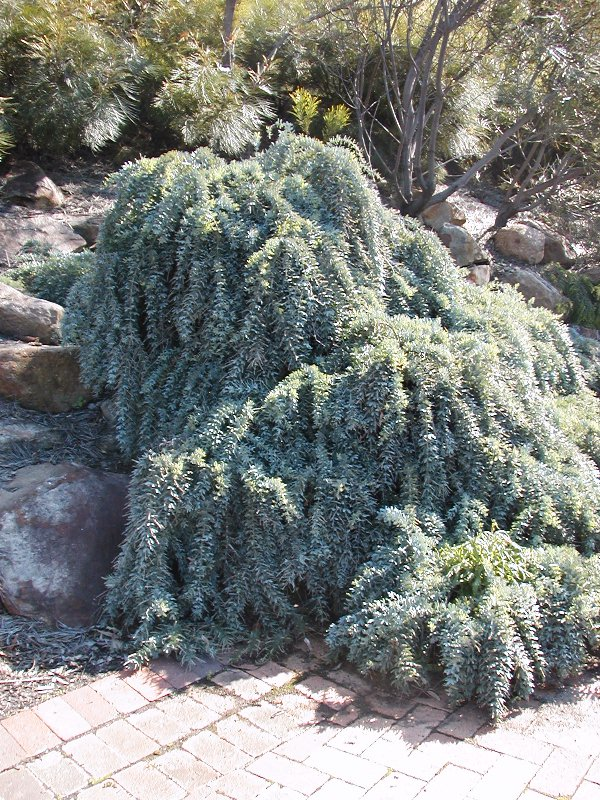
Eine kriechende Kulturform im Illawarra Grevillea Park, Bulli, New South Wales

## Beschreibung
Es ist ein schnellwachsender, immergrüner Strauch oder kleiner Baum, der Wuchshöhen von 4 bis über 9 Metern erreicht. Die meist silbrigen, kurz gestielten Laubblätter sind doppelt gefiedert, es sind immer zwei bis maximal sechs Paare Fiedern 1. Ordnung vorhanden. Die vielen, fast sitzenden, kahlen Blättchen sind glauk. Die Art besitzt extraflorale Nektarien oben am Blattstiel und an der Rhachis.
Akazien wirken durch ihre achselständigen, rispigen Blütenstände mit kleinen Köpfchen. Die kleinen, zwittrigen Blüten sind gelb mit doppelter Blütenhülle, hauptsächlich wirken die langen, gelben Staubblätter.
Die ledrigen, mehrsamigen und flachen Hülsenfrüchte sind bis 10 Zentimeter lang. Die Samen besitzen einen kleinen, gelblichen Arillus
Die Chromosomenzahl beträgt 2n = 26.

## Verwendung und Kultur
Die Cootamundra-Akazie lässt sich leicht aus den lange lebensfähigen Samen ziehen. Die Samen werden dazu mit kochendem Wasser übergossen und für 24 Stunden eingeweicht.
Die Pflanze benötigt einen durchlässigen, nicht zu feuchten Boden und ist nicht winterhart.

## Zierpflanze
Vor allem in Australien wird die Cootamundra-Akazie gern als Zierpflanze verwendet. Es gibt einige Sorten, am bekanntesten ist Acacia baileyana 'Purpurea'.